# قره-شیبق (شهرستان چنگ‌آلای)
قره-شیبق (به لاتین: Kara-Shybak) یک منطقهٔ مسکونی در قرقیزستان است که در شهرستان چنگ‌آلای واقع شده‌است. قره-شیبق ۱۸۴ نفر جمعیت دارد و ۲٬۵۶۳ متر بالاتر از سطح دریا واقع شده‌است.